# Trisha Donnelly
Trisha Donnelly (* 22. April 1974 in Los Angeles) ist eine amerikanische Künstlerin, die mit den verschiedensten Medien wie Fotografie, Audio- und Videomedien, Zeichnung, Bildhauerei und mit Performances arbeitet. Ende 2016 wurde sie als Professorin an die Kunstakademie Düsseldorf berufen.

## Leben
Zur künstlerischen Strategie der Künstlerin gehört es, wenig über ihr persönliches Leben preiszugeben. Die gleichbleibenden biografischen Angaben lauten: Trisha Donnelly schloss die University of California in Los Angeles 1995 mit dem Bachelor of Fine Arts ab, an der Yale University machte sie 2000 ihren Master-Abschluss (M.F.A.). Seit 2008 lehrte Donnelly am Art and Art Professions-Departement der Steinhardt School der New York University. Im Jahre 2012 lebte sie in San Francisco, Kalifornien. Im Dezember wurde sie als Nachfolgerin von Rosemarie Trockel als Professorin an die Kunstakademie Düsseldorf berufen.

### Aktionen
Die Künstlerin wurde mit kurzen, ephemeren Auftritten bekannt, die sie selbst Demonstrationen nennt. 2001 verkleidete sie sich als napoleonischer Kurier und ritt durch das abendliche Manhattan zur Casey Kaplan Gallery in Chelsea, wo sie von einem weißen Pferde herab eine Botschaft verlas: „Seien Sie still, und hören Sie mir zu. Ich bin nur ein Bote. Aber ich bringe Neues von der Zerstörung. Wenn das Wort Kapitulation wirklich nötig ist, so soll es denn sein. [...] Der Kaiser ist gefallen, er legt seine Last auf eure Seele und die meine, und hiermit bin ich elektrisch. Ich bin elektrisch.“ Eine Aktion und Botschaft, die nach den Terroranschlägen vom 11. September 2001 ungewöhnlich wirkte, vor allem weil die Künstlerin anschließend ihr Pferd wendete und in der Nacht verschwand.

### Bildhauerei
Gegen ihre flüchtigen, ungreifbaren Aktionen setzt Donnelly in ihrem bildhauerischen Werk massive Steinskulpturen. Sie bearbeitet große Marmortafeln, die sie zu fragilen, flachen Gebilden schleift und in die sie archaische Zeichen einritzt. Marmorblöcke höhlt sie bis an den Rande ihrer Zerbrechlichkeit aus und formt Gebilde, die an Warmwasserheizkörper erinnern. In massive quadratische Kalksteinblöcke fräst sie einfache Muster und fragmentarische Zeichen. Die bildhauerischen Arbeiten bezieht sie bei Ausstellungen in Sound- und Videoinstallationen ein.

### Documenta 13
Donnelly war Teilnehmerin an der documenta 13.

## Einzelausstellungen
- 2018: Galerie Buchholz, Köln
- 2017: Trisha Donnelly: Wolfgang-Hahn-Preis 2017. Museum Ludwig, Köln
- 2014: Trisha Donnelly. Serpentine Gallery, London.
- 2010: Untitled: Trisha Donnelly. Neue Gesellschaft für Bildende Kunst, Berlin-Kreuzberg
- 2010: Casey Kaplan Gallery, New York[4]
- 2010: Air de Paris, Paris, Frankreich[5][6]
- 2010: Portikus, Frankfurt am Main
- 2008: The Renaissance Society, Chicago, USA
- 2008: Institute of Contemporary Art, Philadelphia, USA
- 2007: Modern Art Oxford, Oxford, England[7]
- 2007: MAMbo – Museo d’Arte Moderna di Bologna, Bologna, Italien
- 2005: Kunsthalle Zürich, Zürich
- 2005: Kölnischer Kunstverein, Köln

## Auszeichnungen/Ehrungen
- 2017: Wolfgang-Hahn-Preis der Gesellschaft für Moderne Kunst am Museum Ludwig, Köln[8]